# エディ・ケイ・トーマス
エディ・ケイ・トーマス（Eddie Kaye Thomas、1980年10月31日 - ）は、アメリカ合衆国の俳優。

## 出演作品

### 映画
- キャリー2 The Rage: Carrie 2 (1999)
- アメリカン・パイ American Pie (1999) - ポール・フィンチ
- ブラック AND ホワイト Black and White (1999)
- フレディのワイセツな関係 Freddy Got Fingered (2001)
- アメリカン・サマー・ストーリー American Pie 2 (2001) - ポール・フィンチ
- 夏休みのレモネード Stolen Summer (2002) - パトリック・オマリー
- タブー Taboo (2002)
- アメリカン・パイ3:ウェディング大作戦 American Wedding (2003) - ポール・フィンチ
- アメリカン・パイパイパイ!完結編 俺たちの同騒会 American Reunion (2012) - ポール・フィンチ
- ネイビーシールズ: チーム6 Seal Team Six: The Raid on Osama Bin Laden (2012) - クリスチャン

### テレビシリーズ
- LAW & ORDER シーズン7 Law & Order (1996)
- フェリシティの青春 第1シリーズ Felicity (1998)
- LAW & ORDER シーズン10 Law & Order (1998)
- CSI:科学捜査班 シーズン4 CSI: Crime Scene Investigation (2004)#22「潰れた手」
- NCIS:LA 〜極秘潜入捜査班 シーズン4 #18,19
- SCORPION/スコーピオン Scorpion (2014–2018) - トビー・カーティス